# Adogit

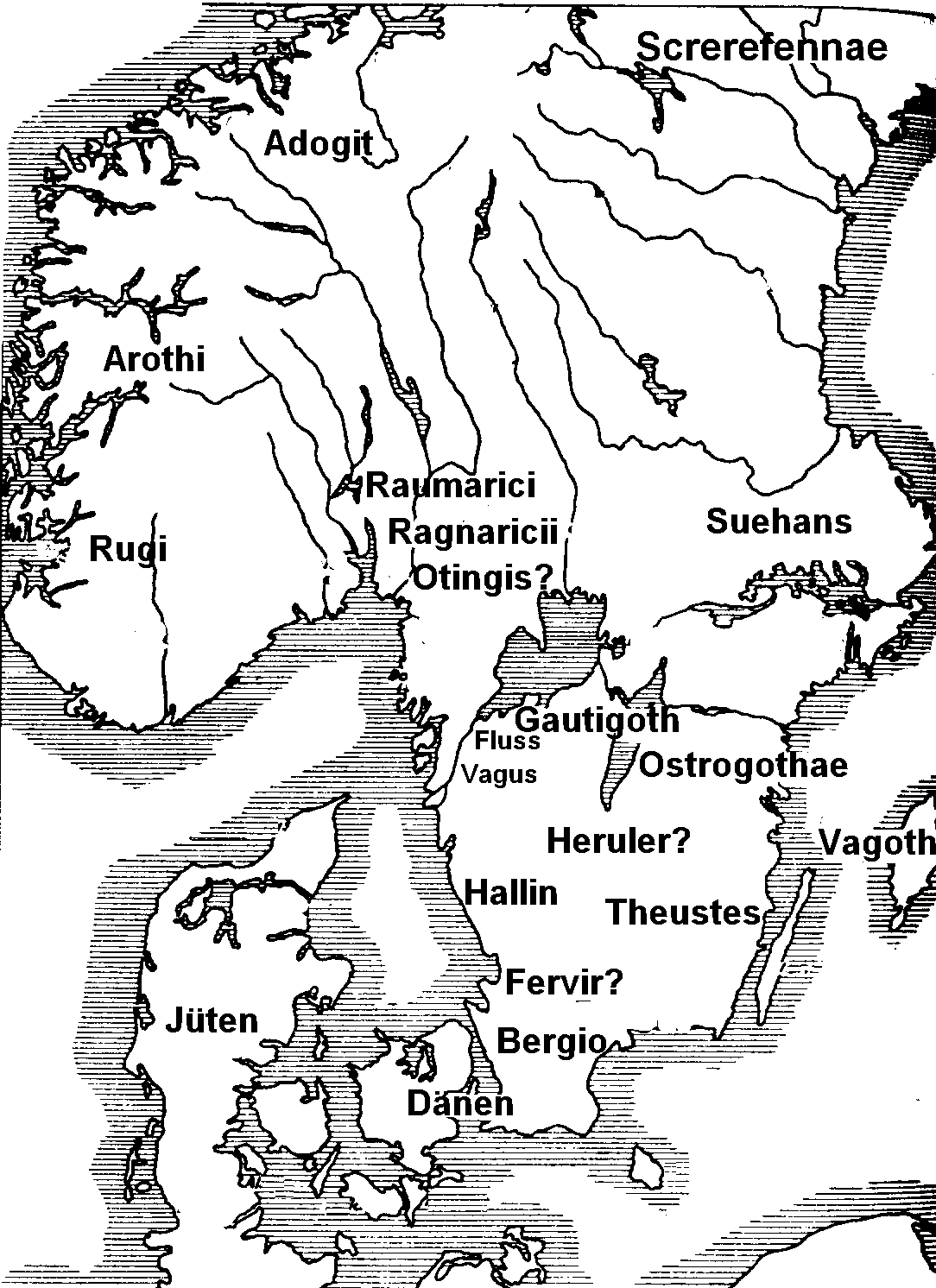
Carte de l'« île de Scanzia », avec une sélection de tribus.

Les Adogit sont un ancien peuple de Scandinavie.
Mentionnés par Jordanès au VIe siècle, ils vivaient dans le nord de la Scanzia, vraisemblablement en actuelle Norvège.
Jordanès les cite brièvement dans son Histoire des Goths en ces termes :
« Quant à l'île Scanzia, qui fait le sujet de notre discours, elle est habitée par un grand nombre de nations diverses, quoique Ptolémée n'en nomme que sept. On n'y trouve en aucun temps des essaims d'abeilles, à cause de la rigueur du froid : dans sa partie septentrionale demeure la nation Adogit, qui passe pour jouir sans interruption de la clarté du soleil pendant quarante jours et quarante nuits au milieu de l'été, et qui en revanche, en hiver, se trouve privée de la lumière pendant le même nombre de jours et de nuits. Ainsi, alternativement dans la tristesse et dans la joie, elle jouit d'une faveur et souffre d'une privation ignorées des autres pays. Veut-on savoir pourquoi ? C'est que dans les jours les plus longs les habitants voient le soleil repasser à l'orient en longeant l'extrémité de l'axe de la terre, tandis qu'au contraire dans les jours les plus courts, ils ne peuvent plus l'apercevoir parce qu'il parcourt alors les signes du sud. Aussi ce même soleil, qui nous parait se lever d'en bas, ils disent, eux, qu'il tourne le long du bord de la terre. »
— Jordanès, Histoire des Goths.
Selon Peter Andreas Munch et Karl Viktor Müllenhoff, Adogit pourrait être la corruption du nom Hálogi (Háleygir) et désigner les habitants de l'Helgeland, en Norvège septentrionale ; mais pour Sophus Bugge, Adogit pourrait être la corruption du nom A(n)dogii, et désigner les habitants de And, Andö (Andøy ?), dans les îles Vesterålen, en Norvège.

## Sources primaires
- Jordanès, Histoire des Goths, III.